# Coulonges-les-Hérolles
 Coulonges-les-Hérolles  es una población y comuna francesa, situada en la región de Poitou-Charentes, departamento de Vienne, en el distrito de Montmorillon y cantón de La Trimouille.

## Historia
La comuna se denominó Coulonges hasta el 31 de diciembre de 2023.

## Demografía
| 489 | 492 | 431 | 406 | 313 | 256 |
| Para los censos de 1962 a 1999 la población legal corresponde a la población sin duplicidades (Fuente: INSEE [Consultar]) |     |     |     |     |     |